# Qualificazioni al campionato mondiale di calcio 2010 - AFC

## Formato
Le qualificazioni si presentano come un torneo in quattro fasi, con le squadre divise a seconda del proprio ranking nella classifica AFC basata sul risultato ottenuto durante la Coppa del mondo 2006. La prima fase si è tenuta nell'ottobre 2007, quando le squadre classificatesi tra il 6° e il 24° hanno affrontato quelle posizionatesi tra il 25° e il 43°.
La seconda fase vede protagoniste le squadre posizionatesi tra il 12º e il 19º posto nella prima fase.
Nella terza fase i 4 migliori classificati della seconda fase si uniscono alle prime 11 squadre della prima fase e alle prime 5 classificate nel 2006 (che sono esentate dalle prime due fasi). Le venti squadre vengono divise in cinque gruppi da quattro. Le prime due classificate di ogni gruppo entreranno nella fase finale fatta di due gruppi da cinque squadre.

## Classifica AFC
La classifica sulla base della quale sono state effettuate le divisioni per il torneo delle qualificazioni continentali è presentato nella tabella seguente; in azzurro le prime cinque squadre asiatiche, in verde i posti tra il 6° e il 24°, in giallo quelle tra il 25° e il 43°.
| 1  | Australia           | 16 | Qatar        | 31 | Malaysia      |
| 2  | Corea del Sud       | 17 | Siria        | 32 | Taipei cinese |
| 3  | Arabia Saudita      | 18 | Palestina    | 33 | Bangladesh    |
| 4  | Giappone            | 19 | Thailandia   | 34 | Macao         |
| 5  | Iran                | 20 | Turkmenistan | 35 | Pakistan      |
| 6  | Bahrein             | 21 | Tagikistan   | 36 | Afghanistan   |
| 7  | Uzbekistan          | 22 | Indonesia    | 37 | Mongolia      |
| 8  | Kuwait              | 23 | Hong Kong    | 38 | Guam          |
| 9  | Corea del Nord      | 24 | Yemen        | 39 | Nepal         |
| 10 | Cina                | 25 | Vietnam      | 40 | Cambogia      |
| 11 | Giordania           | 26 | Kirghizistan | 41 | Bhutan        |
| 12 | Iraq                | 27 | Maldive      | 42 | Birmania      |
| 13 | Libano              | 28 | India        | 43 | Timor Est     |
| 14 | Oman                | 29 | Singapore    |    |               |
| 15 | Emirati Arabi Uniti | 30 | Sri Lanka    |    |               |

## Prima fase
Il sorteggio ufficiale ha avuto luogo il 6 agosto 2007 nel quartier generale AFC a Bukit Jalil (Malaysia) e abbinò ogni squadra del "gruppo verde" a una del "gruppo giallo".
Il risultato del sorteggio fu il seguente:
| Squadra #1   | Squadra #2          |
| ------------ | ------------------- |
| Pakistan     | Iraq                |
| Uzbekistan   | Taipei cinese       |
| Thailandia   | Macao               |
| Sri Lanka    | Qatar               |
| Cina         | Birmania            |
| Bhutan       | Kuwait              |
| Bahrein      | Malaysia            |
| Timor Est    | Hong Kong           |
| Kirghizistan | Giordania           |
| Vietnam      | Emirati Arabi Uniti |
| Siria        | Afghanistan         |
| Yemen        | Maldive             |
| Bangladesh   | Tagikistan          |
| Mongolia     | Corea del Nord      |
| Oman         | Nepal               |
| Palestina    | Singapore           |
| Libano       | India               |
| Cambogia     | Turkmenistan        |
| Guam         | Indonesia           |

Le contendenti si sfidano in due gare di andata e ritorno per il passaggio alla fase successiva.
Le partite si sono disputate tra l'8 e il 30 ottobre 2007.
Per ragioni di sicurezza le gare casalinghe della nazionale dell'Iraq verranno disputate ad Aleppo in Siria, quelle della Palestina a Doha in Qatar e quelle dell'Afghanistan a Dušanbe in Tagikistan. Timor Est gioca invece le partite in casa a Bali (Indonesia).
| Squadra 1    | Totale                | Squadra 2           | Andata | Ritorno |
| ------------ | --------------------- | ------------------- | ------ | ------- |
| Pakistan     | 0 – 7                 | Iraq                | 0 – 7  | 0 – 0   |
| Uzbekistan   | 11 – 0                | Taipei cinese       | 9 – 0  | 2 – 0   |
| Thailandia   | 13 – 2                | Macao               | 6 – 1  | 7 – 1   |
| Sri Lanka    | 0 - 6                 | Qatar               | 0 – 1  | 0 – 5   |
| Cina         | 11 - 0                | Birmania            | 7 – 0  | 4 – 0   |
| Bhutan       | per ritiro del Bhutan | Kuwait              | –      | –       |
| Kirghizistan | 2 - 2 (5-6 dcr)       | Giordania           | 2 – 0  | 0 - 2   |
| Vietnam      | 0 - 6                 | Emirati Arabi Uniti | 0 – 1  | 0 - 5   |
| Bahrein      | 4 - 1                 | Malaysia            | 4 – 1  | 0 - 0   |
| Timor Est    | 3 - 11                | Hong Kong           | 2 – 3  | 1 – 8   |
| Siria        | 5 - 1                 | Afghanistan         | 3 – 0  | 2 – 1   |
| Yemen        | 3 - 2                 | Maldive             | 3 – 0  | 0 – 2   |
| Bangladesh   | 1 - 6                 | Tagikistan          | 1 – 1  | 0 – 5   |
| Mongolia     | 2 - 9                 | Corea del Nord      | 1 – 4  | 1 – 5   |
| Oman         | 4 - 0                 | Nepal               | 2 – 0  | 2 – 0   |
| Palestina    | 0 - 7                 | Singapore           | 0 – 4  | 0 – 3   |
| Libano       | 6 - 3                 | India               | 4 – 1  | 2 – 2   |
| Cambogia     | 1 - 5                 | Turkmenistan        | 0 – 1  | 1 – 4   |
| Guam         | Per ritiro di Guam    | Indonesia           | –      | –       |

### Risultati
| Arbitro: | Kadyrbek Chynybekov |

|  |           |                                                            |
|  | Marcatori | 19’ Akram 24’ 49’ 88’ 90’ M. Karim 71’ Ghulam 83’ Mohammed |

| Damasco 28 ottobre 2007, ore 14:00 UTC+3 | Iraq           | 0 – 0 referto | Pakistan | Abbasiyyin Stadium (8.000 spett.)\| Arbitro: \| Saad Al Fadhli \| |
| Arbitro:                                 | Saad Al Fadhli |               |          |                                                                   |

Risultato aggregato: Pakistan - Iraq 0-7.
| Arbitro: | Ali Hamad Al-Badwawi |

|                                                                               |           |  |
| Shatskikh 4’ 16’ 34’ 57’ 77’ Kapadze 26’ Karpenko 43’ Bakayev 54’ Salomov 68’ | Marcatori |  |

| Arbitro: | Tayeb Shamsuzzaman |

|  |           |                        |
|  | Marcatori | 79’ Inomov 89’ Suyunov |

Risultato aggregato: Uzbekistan - Taipei cinese 11-0.
| Arbitro: | Kadyrbek Chynybekov |

|                                                                               |           |                   |
| Chaikamdee 12’ 49’ Dangda 21’ Winothai 55’ (rig.) Phetphun 82’ Thonglao 90+1’ | Marcatori | 23’ Kin Seng Chan |

| Arbitro: | Abdulrahman Racho |

|                     |           |                                                                        |
| Kin Seng Chan 90+2’ | Marcatori | 22’ Dangda 39’ Sukha 43’ Surasiang 48’ Thonglao 53’ 57’ 86’ Chaikamdee |

Risultato aggregato: Thailandia - Macao 13-2.
| Arbitro: | Abdul Bashir |

|  |           |           |
|  | Marcatori | 68’ Soria |

| Arbitro: | Khalil Al Ghamdi |

|                                             |           |  |
| Soria 4’ 76’ Bechir 17’ 55’ Al-Shammari 85’ | Marcatori |  |

Risultato aggregato: Sri Lanka - Qatar 0-6.
| Arbitro: | Abdulhameed Ebrahim |

|                                                                                   |           |  |
| Qu Bo 17’ 81’ Du Zhenyu 22’ Yang Lin 58’ Liu Jian 63’ Li Jinyu 76’ Li Weifeng 79’ | Marcatori |  |

| Arbitro: | Abdullah Balideh |

|  |           |                                                                  |
|  | Marcatori | 13’ Wu Wei'an 14’ Liu Jian 35’ Zheng Bin 39’ (rig.) Zhang Yaokun |

Risultato aggregato: Cina - Birmania 11-0.
|  | Bhutan | – | Kuwait |  |

Il Kuwait passa il turno per ritiro del Bhutan.
| Arbitro: | Subrata Sarkar |

|                             |           |  |
| Esenkul Uulu 45’ Bokoev 76’ | Marcatori |  |

| Arbitro: | Abdulhameed Ebrahim |

|                                                  |                      |                                                              |
| Shelbaieh 34’ Aqel 51’ (rig.)                    | Marcatori            |                                                              |
| Abu Alieh Bawab Abu Keshek Amer Aqel Bani Yaseen | Tiri di rigore 6 – 5 | Kudrenko Harchenko Samsaliev Sydykov Esenkul Uulu Vyacheslav |

Risultato aggregato: Kirghizistan - Giordania 2-2 (5-6 dopo tiri di rigore).
| Arbitro: | Yūichi Nishimura |

|  |           |                   |
|  | Marcatori | 79’ Basheer Saeed |

| Arbitro: | Subkhiddin Mohd Salleh |

|                                                                                |           |  |
| Ismail Matar 13’ Al-Mahri 40’ Al-Shehhi 53’ Al-Darmaki 90’ Al-Kas 90+4’ (rig.) | Marcatori |  |

Risultato aggregato: Vietnam - Emirati Arabi Uniti 0-6.
| Arbitro: | Yang Zhiqiang |

|                                                      |           |                     |
| Fatadi 4’ John 15’ Abdulrahman 55’ Hubail 90’ (rig.) | Marcatori | 45+2’ Bunyamin Omar |

| Petaling Jaya 28 ottobre 2007, ore 20:45 UTC+8 | Malaysia     | 0 – 0 referto | Bahrein | Shah Alam Stadium (2.000 spett.)\| Arbitro: \| Lee Gi-Young \| |
| Arbitro:                                       | Lee Gi-Young |               |         |                                                                |

Risultato aggregato: Bahrein - Malaysia 4-1.
| Arbitro: | Rosdi Shaharul |

|                  |           |                                          |
| Da Silva 41’ 69’ | Marcatori | 25’ 50’ Cheng Siu Wai 35’ (aut.) Esteves |

| Arbitro: | Mohsen Torky |

|                                                                                              |           |              |
| Lo Kwan Yee 2’ Chan Siu Ki 5’ 78’ 85’ Cheung Sai Ho 49’ Cheng Siu Wai 67’ 70’ Lam Ka Wai 83’ | Marcatori | 53’ Da Silva |

Risultato aggregato: Timor Est - Hong Kong 3-11.
| Arbitro: | Khalil Al Ghamdi |

|                                            |           |  |
| Al Zeno 73’ 87’ (rig.) Al Sayed 81’ (rig.) | Marcatori |  |

| Arbitro: | Ravshan Irmatov |

|            |           |                        |
| Karimi 16’ | Marcatori | 17’ Jenyat 64’ Issmael |

Risultato aggregato: Siria - Afghanistan 5-1.
| Arbitro: | Mohammad Mansour |

|                                      |           |  |
| Salem 44’ Al-Hubaishi 66’ Thabit 80’ | Marcatori |  |

| Arbitro: | Subrata Sarkar |

|                               |           |  |
| Shamveel Qasim 14’ Ashfaq 67’ | Marcatori |  |

Risultato aggregato: Yemen - Maldive 3-2.
| Arbitro: | Abdullah Al Hilali |

|           |           |                     |
| Mithu 50’ | Marcatori | 58’ (rig.) Khakimov |

| Arbitro: | Kadyrbek Chynybekov |

|                                                        |           |  |
| Khakimov 47’ 48’ 76’ (rig.) Mukhiddinov 51’ Vasiev 71’ | Marcatori |  |

Risultato aggregato: Bangladesh - Tagikistan 1-6.
| Arbitro: | Hiroyoshi Takayama |

|               |           |                                            |
| Selenge 90+3’ | Marcatori | 14’ Pak Chol-Min 24’ 32’ 81’ Jong Chol-Min |

| Arbitro: | Ram Gosh |

|                                                                          |           |                   |
| Pak Chol-Min 3’ 79’ Kim Kuk-Jin 10’ Jong Chol-Min 36’ Jon Kwang-Il 90+1’ | Marcatori | 41’ Lkhümbengarav |

Risultato aggregato: Mongolia - Corea del Nord 2-9.
| Arbitro: | Fareed Al Marzouqi |

|                               |           |  |
| Bashir 5’ Mudhafar 21’ (rig.) | Marcatori |  |

| Arbitro: | Satop Tongkhan |

|  |           |                          |
|  | Marcatori | 29’ Mohamed 54’ Al Hinai |

Risultato aggregato: Oman - Nepal 4-0.
| Arbitro: | Mushen Basma |

|  |           |                                                   |
|  | Marcatori | 44’ 53’ Shi Jiayi 73’ Wilkinson 86’ Noh Alam Shah |

| Singapore 28 ottobre 2007, ore 17:00 UTC+8 | Singapore  | 3 – 0 referto | Palestina | National Stadium\| Arbitro: \| Sun Baojie \| |
| Arbitro:                                   | Sun Baojie |               |           |                                              |

Risultato aggregato: Palestina - Singapore 0-7.
| Arbitro: | Saad Al Fahdli |

|                                      |           |            |
| Antar 33’ Ghaddar 62’ 76’ El Ali 63’ | Marcatori | 30’ Chetri |

| Arbitro: | Salem Mujghef |

|                       |           |                        |
| Chetri 29’ Dias 90+2’ | Marcatori | 72’ (rig.) 85’ Ghaddar |

Risultato aggregato: Libano - India 6-3.
| Arbitro: | Ram Gosh |

|  |           |               |
|  | Marcatori | 85’ Karadanov |

| Arbitro: | Rustam Saidov |

|                                             |           |           |
| Nasyrow 41’ Gevorkyan 50’ 66’ Karadanov 74’ | Marcatori | 12’ Samel |

Risultato aggregato: Cambogia - Turkmenistan 1-5.
|  | Guam | – | Indonesia |  |

L'Indonesia passa il turno per ritiro di Guam.

### Squadre qualificate
| Si qualificano alla seconda fase le otto peggiori vincenti: - Siria - Thailandia - Turkmenistan - Tagikistan - Indonesia - Hong Kong - Yemen - Singapore | mentre vanno direttamente alla terza fase le restanti vincenti: - Bahrein - Uzbekistan - Kuwait - Corea del Nord - Cina - Giordania - Iraq - Oman - Emirati Arabi Uniti - Qatar - Libano |

## Seconda fase
| Squadra 1 | Totale | Squadra 2    | Andata | Ritorno |
| --------- | ------ | ------------ | ------ | ------- |
| Hong Kong | 0 - 3  | Turkmenistan | 0 – 0  | 0 – 3   |
| Indonesia | 1 - 11 | Siria        | 1 – 4  | 0 – 7   |
| Singapore | 3 - 1  | Tagikistan   | 2 – 0  | 1 – 1   |
| Yemen     | 1 - 2  | Thailandia   | 1 – 1  | 0 – 1   |

### Risultati
| Hong Kong 10 novembre 2007 | Hong Kong     | 0 – 0 referto | Turkmenistan | Hong Kong Stadium (2.823 spett.)\| Arbitro: \| Salem Mujghef \| |
| Arbitro:                   | Salem Mujghef |               |              |                                                                 |

| Arbitro: | Abdullah Al Hilali |

|                                       |           |  |
| Nasyrow 42’ Bayramov 53’ Mirzoyev 80’ | Marcatori |  |

- Il  Turkmenistan passa alla terza fase per un risultato aggregato di 3-0

| Arbitro: | Mohsen Torky |

|               |           |                                               |
| Sudarsono 39’ | Marcatori | 17’ Issmael 34’ Al Zeno 43’ Chaabo 90+3’ Rafe |

| Arbitro: | Sun Baojie |

|                                                           |           |  |
| Chaabo 40’ 44’ 87’ Rafe 60’ 72’ 90’ Al Hussain 81’ (rig.) | Marcatori |  |

- La  Siria passa alla terza fase per un risultato aggregato di 11-1

| Arbitro: | Kwon Jong Chul |

|               |           |  |
| Duric 23’ 44’ | Marcatori |  |

| Arbitro: | Mark Shield |

|             |           |          |
| Ismailov 2’ | Marcatori | 25’ Shah |

- Singapore passa alla terza fase per un risultato aggregato di 3-1

| Arbitro: | Khalil Al Ghamdi |

|             |           |                |
| Al Nono 43’ | Marcatori | 35’ Chaikamdee |

| Arbitro: | Kazuhiko Matsumura |

|                |           |  |
| Chaikamdee 16’ | Marcatori |  |

- La  Thailandia passa alla terza fase per un risultato aggregato di 2-1

## Terza fase
Si sono aggiudicate l'ingresso alla terza fase delle competizioni per le qualificazioni le seguenti squadre:
| Prime 5 squadre asiatiche: - Australia - Corea del Sud - Arabia Saudita - Giappone - Iran | 11 migliori vincenti della prima fase: - Bahrein - Uzbekistan - Kuwait - Corea del Nord - Cina - Giordania - Libano - Iraq - Oman - Emirati Arabi Uniti - Qatar | Vincenti della seconda fase: - Siria - Thailandia - Turkmenistan - Singapore |

### Sorteggio
Il sorteggio dei 5 gruppi da 4 squadre della terza fase si è svolto il 25 novembre 2007 a Durban.
| Urna 1                                               | Urna 2                                        | Urna 3                                         | Urna 4                                        |
| ---------------------------------------------------- | --------------------------------------------- | ---------------------------------------------- | --------------------------------------------- |
| Australia Corea del Sud Iran Giappone Arabia Saudita | Bahrein Uzbekistan Kuwait Corea del Nord Cina | Giordania Iraq Libano Oman Emirati Arabi Uniti | Qatar Siria Thailandia Turkmenistan Singapore |

### Gruppi
In base al sorteggio (una squadra per fascia in ogni gruppo) sono stati formati i seguenti gruppi di qualificazione:
| Squadra | G | V | N | P | F | S | DR | PT |
| ------- | - | - | - | - | - | - | -- | -- |
| AUS     | 6 | 3 | 1 | 2 | 7 | 3 | +4 | 10 |
| QAT     | 6 | 3 | 1 | 2 | 5 | 5 | 0  | 10 |
| IRQ     | 6 | 2 | 1 | 3 | 4 | 6 | -2 | 7  |
| CHN     | 6 | 1 | 3 | 2 | 3 | 4 | -1 | 6  |

| Squadra | G | V | N | P | F  | S  | DR | PT |
| ------- | - | - | - | - | -- | -- | -- | -- |
| JPN     | 6 | 4 | 1 | 1 | 12 | 3  | +9 | 13 |
| BHR     | 6 | 3 | 2 | 1 | 9  | 5  | +4 | 11 |
| OMA     | 6 | 1 | 2 | 3 | 3  | 7  | -4 | 5  |
| THA     | 6 | 0 | 1 | 5 | 5  | 14 | -9 | 1  |

| Squadra | G | V | N | P | F  | S  | DR  | PT |
| ------- | - | - | - | - | -- | -- | --- | -- |
| KOR     | 6 | 3 | 3 | 0 | 10 | 3  | +7  | 12 |
| PRK     | 6 | 3 | 3 | 0 | 4  | 0  | +4  | 12 |
| JOR     | 6 | 2 | 1 | 3 | 6  | 6  | 0   | 7  |
| TKR     | 6 | 0 | 1 | 5 | 1  | 12 | -11 | 1  |

| Squadra | G | V | N | P | F  | S  | DR  | PT |
| ------- | - | - | - | - | -- | -- | --- | -- |
| KSA     | 6 | 5 | 0 | 1 | 14 | 5  | +9  | 15 |
| UZB     | 6 | 5 | 0 | 1 | 15 | 7  | +8  | 15 |
| SIN     | 6 | 2 | 0 | 4 | 7  | 13 | -6  | 6  |
| LIB     | 6 | 0 | 0 | 6 | 3  | 14 | -11 | 0  |

| Squadra | G | V | N | P | F | S  | DR | PT |
| ------- | - | - | - | - | - | -- | -- | -- |
| IRN     | 6 | 3 | 3 | 0 | 7 | 2  | +5 | 12 |
| UAE     | 6 | 2 | 2 | 2 | 7 | 7  | 0  | 8  |
| SYR     | 6 | 2 | 2 | 2 | 7 | 8  | -1 | 8  |
| KUW     | 6 | 1 | 1 | 4 | 8 | 12 | -4 | 4  |

## Fase finale

### Nazionali qualificate
- Australia
- Qatar
- Giappone
- Bahrein
- Corea del Sud
- Corea del Nord
- Arabia Saudita
- Uzbekistan
- Iran
- Emirati Arabi Uniti

### Sorteggio
Il sorteggio dei gironi si è svolto il 25 giugno 2008 a Kuala Lampur.
| Gruppo 1                                    | Gruppo 2                                                             |
| ------------------------------------------- | -------------------------------------------------------------------- |
| Australia Giappone Bahrein Uzbekistan Qatar | Corea del Sud Iran Arabia Saudita Corea del Nord Emirati Arabi Uniti |

### Risultati
| Squadra    | P.ti | G | V | N | P | GF | GS | DR  |
| ---------- | ---- | - | - | - | - | -- | -- | --- |
| Australia  | 20   | 8 | 6 | 2 | 0 | 12 | 1  | +11 |
| Giappone   | 15   | 8 | 4 | 3 | 1 | 11 | 6  | +5  |
| Bahrein    | 10   | 8 | 3 | 1 | 4 | 6  | 8  | -2  |
| Qatar      | 6    | 8 | 1 | 3 | 4 | 5  | 14 | -9  |
| Uzbekistan | 4    | 8 | 1 | 1 | 6 | 5  | 10 | -5  |

- Australia e  Giappone qualificate direttamente al mondiale.
- Bahrein qualificata allo spareggio.

| Squadra             | P.ti | G | V | N | P | GF | GS | DR  |
| ------------------- | ---- | - | - | - | - | -- | -- | --- |
| Corea del Sud       | 16   | 8 | 4 | 4 | 0 | 12 | 4  | +8  |
| Corea del Nord      | 12   | 8 | 3 | 3 | 2 | 7  | 5  | +2  |
| Arabia Saudita      | 12   | 8 | 3 | 3 | 2 | 8  | 8  | 0   |
| Iran                | 11   | 8 | 2 | 5 | 1 | 8  | 7  | +1  |
| Emirati Arabi Uniti | 1    | 8 | 0 | 1 | 7 | 6  | 17 | -11 |

- Corea del Sud e  Corea del Nord qualificate direttamente al mondiale.
- Arabia Saudita qualificata allo spareggio.

## Spareggio
Le squadre classificatesi terze nei due gironi della fase finale si sono incontrate in due partite di play-off. La squadra vincitrice dovrà successivamente scontrarsi nello spareggio interzonale AFC-OFC contro la Nuova Zelanda. Il sorteggio per stabilire l'ordine in cui le due partite sarebbero state disputate si è svolto il 2 giugno 2009, durante il Congresso della FIFA di Nassau (Bahamas).

### Risultati
| Manama 5 settembre 2009, ore 21:00 | Bahrein          | 0 – 0 referto | Arabia Saudita | Bahrain National Stadium (16.000 spett.)\| Arbitro: \| Yūichi Nishimura \| |
| Arbitro:                           | Yūichi Nishimura |               |                |                                                                            |

| Arbitro: | Ravshan Irmatov |

|                                     |           |                            |
| Al-Shamrani 13’ Al Montashari 90+1’ | Marcatori | 42’ Okwunwanne 90+4’ Latif |

- Bahrein qualificato allo spareggio interzonale AFC-OFC contro la  Nuova Zelanda.